# Michael O'Hare (chef)
Compléments
- Style de cuisine: Cuisine Gastronomique

Michael O'Hare, né en juin 1981 à Middlesbrough en Angleterre, est un chef cuisinier et restaurateur britannique. Il est chef-patron de The Man Behind The Curtain (en) à Leeds, qui a reçu une étoile Michelin en octobre 2015. Il est également directeur créatif de GG Hospitality et supervise le restaurant de l'entreprise The Rabbit in the Moon au National Football Museum (en) de Manchester.

## Formation
O'Hare décrit comme sa ville natale Redcar, une station balnéaire anglaise de l'autorité unitaire de Redcar et Cleveland, dans le comté cérémonial de Yorkshire du Nord et de 11 à 18 ans il a étudié le ballet classique et moderne. Il a entrepris une licence en génie aérospatial à l'Université de Kingston de Londres mais décide de se consacrer à la cuisine avant d'obtenir son diplôme.

## Carrière
Son premier emploi est chez Judges à Yarm, puis il a travaillé au Seaham Hall (en); pour John Burton-Race au Landmark Hotel London et à Noma avant de devenir chef de cuisine à The Blind Swine à York. En 2014, O'Hare ouvre son propre restaurant The Man Behind The Curtain à Leeds avec le soutien de Stephen Baylis et l'année suivante, O'Hare participe au Great British Menu (en) de la BBC2.

### GG Hospitality
En 2016, O'Hare est devenu le directeur créatif de GG Hospitality, une société créée par les anciens footballeurs professionnels Ryan Giggs et Gary Neville. La société, avec O'Hare, a ouvert le 3 janvier 2017 un restaurant «asiatique de l'ère spatiale» appelé The Rabbit in the Moon au National Football Museum de Manchester,. O'Hare ouvrira un restaurant gastronomique The Man Who Fell To Earth, et un restaurant moins formel appelé Are Friends Electric dans l'hôtel du Manchester Stock Exchange appartenant à GG Hospitality.

### Television
- Great British Menu (en): 2015, 2016, 2017, 2018, 2019 & 2020.
- Saturday Kitchen (en): 2015.
- MasterChef – 2016.

## Vie prîvée
O'Hare vit à Prestbury et a une fiancée nommée Amanda Gilby et ils ont un enfant. Il est pilote certifié, obtenant sa licence à Daytona quelques années après avoir quitté l'université,.